# Gold Cobra
| 전문가 평가          | 전문가 평가 |
| 총 점수              | 총 점수     |
| 출처                 | 점수        |
| -------------------- | ----------- |
| 메타크리틱           | 53/100      |
| 평가 점수            |             |
| 출처                 | 점수        |
| AllMusic             | [ 3 ]       |
| About.com            | [ 4 ]       |
| Artistdirect         | [ 5 ]       |
| Billboard            | [ 6 ]       |
| Consequence of Sound | [ 7 ]       |
| Entertainment Weekly | C−          |
| IGN                  | 7.0/10      |
| Kerrang              | [ 10 ]      |
| NME                  | 1/10        |
| PopMatters           | 8/10        |

《Gold Cobra》는 미국의 누 메탈 밴드 림프 비즈킷의 다섯 번째 스튜디오 음반이다. 2011년 플립 레코드와 인터스코프 레코드를 통해 발매되었으며, 2003년 《Results May Vary》 이후 처음 발표된 스튜디오 음반이자, 2000년 《Chocolate Starfish and the Hot Dog Flavored Water》 이후 처음으로 오리지널 멤버 전원이 참여한 음반이다. 《Gold Cobra》는 다양한 스타일이 혼합된 음악을 담고 있지만, 동시에 밴드의 초기 음반들과 유사한 스타일도 지니고 있다.
이 음반은 싱글 〈Shotgun〉을 수록했으며, 평론가들로부터 엇갈린 평가를 받았다. 미국에서는 발매 첫 주에 2만 7천 장이 판매되었고, 빌보드 200 차트에서 최고 16위를 기록했다. 이 음반은 이후 10년간 림프 비즈킷의 마지막 음반이었으며, 밴드는 2021년에 《Still Sucks》를 발표하며 복귀했다.

## 배경
2004년, 림프 비즈킷은 복귀한 멤버 웨스 볼랜드와 함께 《The Unquestionable Truth (Part 1)》을 녹음했으나, 존 오토는 음반의 대부분에서 새미 지글러로 대체되었다. 밴드는 《Greatest Hitz》 음반 발매 후 활동을 중단했다. 볼랜드는 《The Unquestionable Truth》의 후속작이 제작될 가능성은 낮다고 밝혔으며 "현재로서는 내 미래 계획에 림프 비즈킷은 포함되어 있지 않다"고 말했다. 2009년, 림프 비즈킷은 볼랜드와 함께 재결성되어 Unicorns N' Rainbows Tour를 시작했다.
투어 기간 중 프레드 더스트는 볼랜드와 함께 《Gold Cobra》라는 새 음반 녹음을 시작했다고 발표했다. 볼랜드는 음반 제목에 특별한 의미는 없으며 밴드가 이 음반을 위해 쓰는 음악 스타일에 어울려서 선택했다고 말했다. 밴드는 더스트가 쓴, 키스 멤버 진 시몬스가 낭독한 스포큰 인트로를 녹음했으나 최종 음반에는 수록하지 않았다. 또한 래퍼 랙원이 참여한 〈Combat Jazz〉를 포함한 추가 비음반 트랙들도 녹음했다.

## 곡 목록
모든 곡들은 림프 비즈킷에 의해 작사/작곡하였다.
| #   | 제목              | 재생 시간 |
| --- | ----------------- | --------- |
| 1.  | 〈Introbra〉      | 1:20      |
| 2.  | 〈Bring It Back〉 | 2:17      |
| 3.  | 〈Gold Cobra〉    | 3:53      |
| 4.  | 〈Shark Attack〉  | 3:26      |
| 5.  | 〈Get a Life〉    | 4:54      |
| 6.  | 〈Shotgun〉       | 4:32      |
| 7.  | 〈Douche Bag〉    | 3:42      |
| 8.  | 〈Walking Away〉  | 4:45      |
| 9.  | 〈Loser〉         | 4:53      |
| 10. | 〈Autotunage〉    | 5:00      |
| 11. | 〈90.2.10〉       | 4:18      |
| 12. | 〈Why Try〉       | 2:51      |
| 13. | 〈Killer in You〉 | 3:46      |

## 인증
| 국가                                                            | 인증 | 판매량/출하량 |
| --------------------------------------------------------------- | ---- | ------------- |
| 독일 (BVMI)                                                     | 골드 | 100,000       |
| 러시아 (NFPF)                                                   | 골드 | 5,000*        |
| *판매량을 기반으로 한 인증 · 판매량+스트리밍을 기반으로 한 인증 |      |               |